# Bengt Edgren (museiman)
Bengt Edgren, född 1950, är en svensk arkeolog och museiman. 
Edgren har tjänstgjort vid Riksantikvarieämbetet, bland annat som chef för Eketorps borg. Därefter var han landsantikvarie och chef för Västernorrlands museum 2001–2012.